# SimCorp

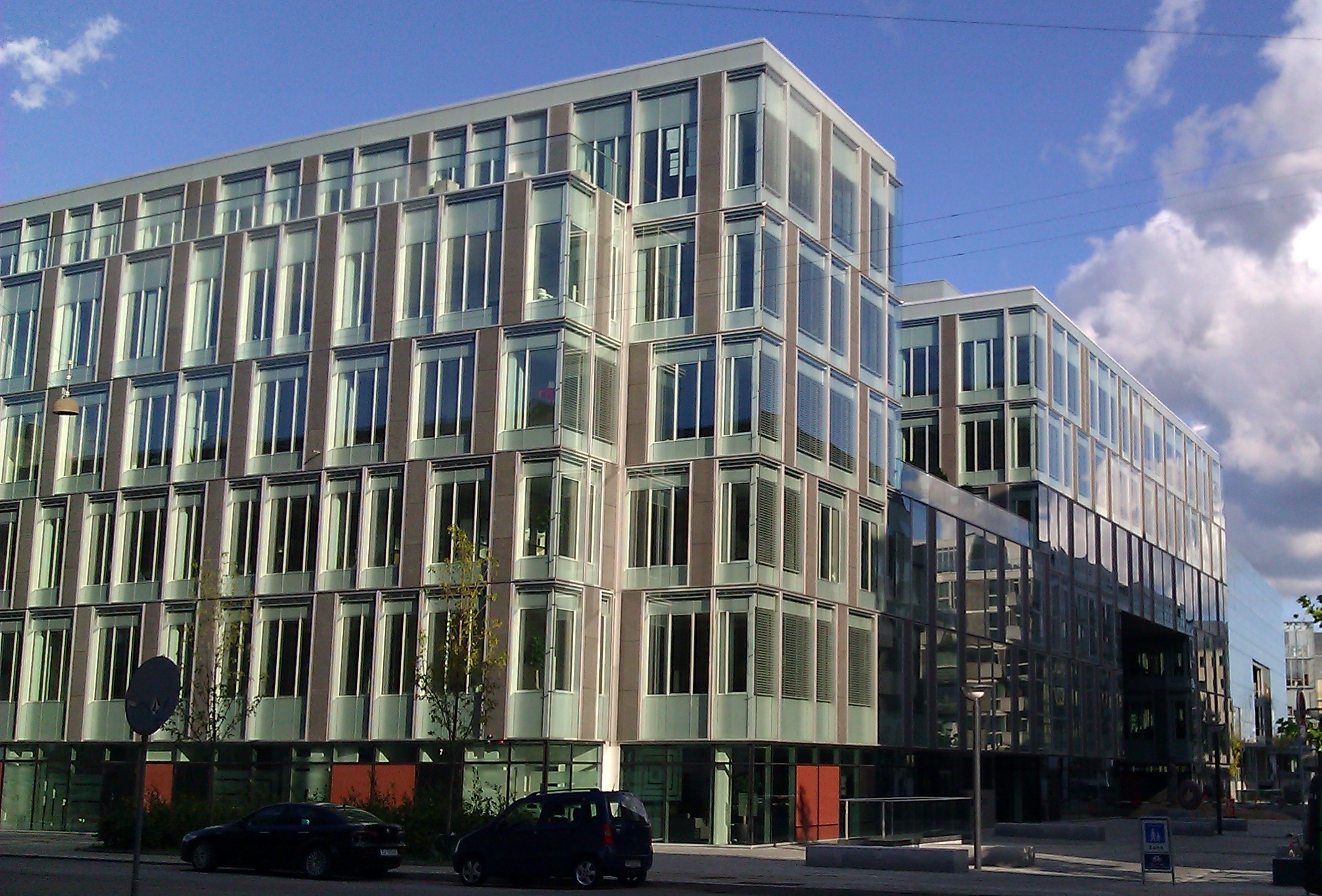
Головний офіс SimCorp в Копенгагені.

SimCorp — данська корпорація, акціонерне товариство, розробник програмного забезпечення та надавач послуг консалтингу, яка виробляє програмне забезпечення та забезпечує підтримку цих програм для фінансових компаній в усьому світі. Штаб-квартира у Копенгагені, Данія, з регіональними відділеннями по всьому світу.
Компанія має регіональне відділення у Києві (SimCorp Ukraine LLC), де працюють 200 співробітників.
Найвідомішим продуктом компанії SimCorp є її програмне забезпечення під назвою SimCorp Dimension.